# وال ورد (کالیفرنیا)
وال ورد (به انگلیسی: Val Verde) یک منطقهٔ مسکونی در ایالات متحده آمریکا است که در شهرستان لس‌آنجلس، کالیفرنیا واقع شده‌است. وال ورد ۶٫۶۴۴ کیلومتر مربع مساحت و ۲٬۴۶۸ نفر جمعیت دارد و ۳۶۲ متر بالاتر از سطح دریا واقع شده‌است.